# Рубиасеа (Сан-Паулу)
Рубиасеа (порт. Rubiácea)  —  муниципалитет в Бразилии, входит в штат Сан-Паулу. Составная часть мезорегиона Арасатуба. Входит в экономико-статистический  микрорегион Арасатуба. Население составляет 2114 человека на 2006 год. Занимает площадь 236,907 км². Плотность населения — 8,9 чел./км².

## История
Город основан в 1944 году.

## Статистика
- Валовой внутренний продукт на 2003 составляет 68.211.711,00 реалов (данные: Бразильский институт географии и статистики).
- Валовой внутренний продукт на душу населения на 2003 составляет 30.781,46 реалов (данные: Бразильский институт географии и статистики).
- Индекс развития человеческого потенциала на 2000 составляет 0,781 (данные: Программа развития ООН).